# Atrichopleura burchelli
Atrichopleura burchelli är en tvåvingeart som beskrevs av Smith 1969. Atrichopleura burchelli ingår i släktet Atrichopleura och familjen dansflugor. Inga underarter finns listade i Catalogue of Life.